# Achillea inundata
Achillea inundata là một loài thực vật có hoa trong họ Cúc. Loài này được Kondr. mô tả khoa học đầu tiên năm 1962.